# Poliana Botelho
Poliana Botelho (Muriaé, 15 de dezembro de 1988) é uma lutadora brasileira de artes marciais mistas, atualmente competindo na categoria "peso mosca" (com até 56,7 Kg) do campeonato Ultimate Fighting Championship (UFC).

## Carreira no MMA

### Ultimate Fighting Championship
Botelho fez sua estreia no UFC em 7 de outubro de 2017 contra Pearl Gonzalez no UFC 216: Ferguson vs. Lee, vencendo por decisão unânime.
Em 19 de maio de 2018, Botelho enfrentou Syuri Kondo no UFC Fight Night: Maia vs. Usman. vencendo por nocaute técnico no primeiro round.
Em 17 de novembro de 2018, Botelho enfrentou Cynthia Calvillo no UFC Fight Night: Magny vs. Ponzinibbio, perdendo por finalização no primeiro round.
Em 13 abril de 2019, Botelho enfrentou Lauren Mueller no UFC 236: Holloway vs. Poirier 2, vencendo por decisão unânime.

## Cartel no MMA
| Cartel no MMA   |            |            |
| 12 lutas        | 8 vitórias | 4 derrotas |
| Por nocaute     | 6          | 0          |
| Por finalização | 0          | 1          |
| Por decisão     | 2          | 3          |

| Res.    | Cartel | Oponente             | Método                                   | Evento                                        | Data       | Round | Tempo | Local              | Notas                                |
| ------- | ------ | -------------------- | ---------------------------------------- | --------------------------------------------- | ---------- | ----- | ----- | ------------------ | ------------------------------------ |
| Derrota | 8-4    | Luana Carolina       | Decisão (dividida)                       | UFC on ESPN: Reyes vs. Procházka              | 01/05/2021 | 3     | 5:00  | Las Vegas, Nevada  |                                      |
| Derrota | 8-3    | Gillian Robertson    | Decisão (unânime)                        | UFC Fight Night: Ortega vs. The Korean Zombie | 17/10/2020 | 3     | 5:00  | Abu Dhabi          |                                      |
| Vitória | 8–2    | Lauren Mueller       | Decisão (unânime)                        | UFC 236: Holloway vs. Poirier 2               | 13/04/2019 | 3     | 5:00  | Atlanta, Geórgia   | Volta ao Peso Mosca.                 |
| Derrota | 7–2    | Cynthia Calvillo     | Finalização (mata-leão)                  | UFC Fight Night: Magny vs. Ponzinibbio        | 17/11/2018 | 1     | 4:48  | Buenos Aires       |                                      |
| Vitória | 7–1    | Syuri Kondo          | Nocaute técnico (chute no corpo e socos) | UFC Fight Night: Maia vs. Usman               | 19/05/2018 | 1     | 0:33  | Santiago           |                                      |
| Vitória | 6–1    | Pearl Gonzalez       | Decisão (unânime)                        | UFC 216: Ferguson vs. Lee                     | 07/10/2017 | 3     | 5:00  | Las Vegas, Nevada  | Estreia no Peso Palha.               |
| Vitória | 5–1    | Silvana Gómez Juárez | Nocaute técnico (interrupção médica)     | XFC International 11                          | 19/09/2015 | 4     | 5:00  | São Paulo          | Ganhou o Cinturão Peso Mosca do XFC. |
| Vitória | 4–1    | Antonia Silvaneide   | Nocaute técnico (socos)                  | XFC International 9                           | 14/03/2015 | 1     | 1:36  | São Paulo          |                                      |
| Vitória | 3–1    | Karina Rodríguez     | Nocaute técnico (chute no corpo)         | XFC International 6                           | 27/09/2014 | 3     | 2:15  | Araraquara         |                                      |
| Derrota | 2–1    | Viviane Pereira      | Decisão (unânime)                        | Bitetti Combat 20                             | 07/06/2014 | 3     | 5:00  | Armação dos Búzios |                                      |
| Vitória | 2–0    | Ingrid Schwartz      | Nocaute técnico (socos)                  | KTA Fight 1                                   | 14/12/2013 | 1     | N/A   | Cataguases         |                                      |
| Vitória | 1–0    | Thais Raphaela       | Nocaute técnico (socos)                  | Favela Kombat 8                               | 28/03/2013 | 1     | N/A   | Niterói            |                                      |